# Бору-Токой
Бору-Токой (кирг. Бөрү-Токой) — село в Кара-Кульджинском районе Ошской области Кыргызстана. Входит в состав Алайкууского айылного аймака.

## География
Село расположено в северо-восточной части области, на левом берегу реки Алайку, на расстоянии приблизительно 72 километров (по прямой) к юго-востоку от села Кара-Кульджа, административного центра района.

## Население
Согласно оценочным данным Национального статистического комитета Кыргызской Республики, численность населения села на начало 2023 года составляла 217 человек.
| год     | 2020 | 2021 | 2023 |
| ------- | ---- | ---- | ---- |
| человек | 196  | 209  | 217  |